# Mikołaj Regnier
Mikołaj Regnier (Mikołaj Renje, francuskie imię Nicolas, ur. 26 października 1746 w Sarrelouis lub Sarrebourg w Lotaryngii, zm. 18 lipca 1800 w Wilnie) – polski lekarz, doktor medycyny i chirurgii Akademii Wileńskiej.

## Życiorys
Medycyny uczył się najpierw w rodzinnym mieście, a od 1765 w Paryżu. Został sprowadzony do Rzeczypospolitej przez biskupa wileńskiego Ignacego Jakuba Massalskiego. W 1775 został mianowany przez Komisję Edukacji Narodowej na profesora anatomii i chirurgii Akademii Wileńskiej. W 1777, podczas kolejnego pobytu w Paryżu, skłonił doktora Jakuba Briôteta w 1777 do przyjęcia stanowiska prosektora w Akademii Wileńskiej. Od 1786 był generalnym chirurgiem sztabowym wojsk litewskich. W 1789 uzyskał na uniwersytecie w Królewcu stopień doktora na podstawie pracy  Specimen inaugurale de asphyxia neonatorum.